# Jegindø Kirke
Jegindø Kirke är en kyrka som ligger i samhället Jegind på ön Jegindø i västra delen av Limfjorden i Danmark.

## Kyrkobyggnaden
På nuvarande kyrkplats uppfördes en kyrka på 1100-talet. Kyrkan var från början tio meter lång men år 1883 förlängdes den fem meter åt väster. År 1918 påbörjades en ombyggnad som slutfördes år 1919. Arkitekt var Hother Paludan. Gamla kyrkans kor bevarades och blev sakristia i nuvarande kyrka.
Byggnaden består av ett långhus med kyrktorn i väster och kor i öster. Öster om koret finns en smalare sakristia. Vid kyrkans norra sida finns  sidoskepp.
Tidigare fanns ett timrat klockhus som kläddes in med brädor år 1613 och förnyades år 1629. År 1879 hängde kyrkklockan i en timrad klockstapel vid korgaveln, men år 1883 flyttades den till en öppen murad båge av röd sten över kyrkans västra gavel.

## Inventarier
- Dopfunten av granit är i romansk stil. Från början var foten av trä men ersattes senare av en fot av granit. Tillhörande dopfat är tillverkat år 1575 i Nürnberg och skänkt till kyrkan år 1667.
- Altartavlan i renässansstil är tillverkad år 1598 av Hans Snedker.
- Predikstolen i renässansstil är tillverkad år 1640 av Niels Snedker.
- En järnbeslagen kyrkkista köptes år 1624 av Peder Kleinsmed i Viborg.